# سایمون رکس
 سایمون رکس (انگلیسی: Simon Rex؛ زاده ۲۰ ژوئیهٔ ۱۹۷۴) هنرپیشه اهل ایالات متحده آمریکا است. وی از سال ۱۹۹۲ میلادی تاکنون مشغول فعالیت بوده‌است. از نقش‌های وی می‌توان به بازی در مجموعه تلویزیونی این رفتارت را دوست دارم، مک و ریتا و ظهور اشاره کرد.